# Hervé Loilier
Hervé Loilier, né à Paris en 1948, est un peintre français contemporain.

## Biographie
Diplômé de l’École polytechnique (X 1967) et de l’École nationale supérieure des arts décoratifs, Hervé Loilier a été l'élève de Pierre Jérôme et de Lucien Fontanarosa. Il a été professeur d'arts plastiques à l'École polytechnique de 1973 à 2012, et a toujours poursuivi son œuvre picturale en parallèle. En 1992, il a créé un cours d'Histoire de l'art à l'École polytechnique et il en a assuré l'enseignement jusqu'à sa retraite en 2012.
Sociétaire de plusieurs grands salons parisiens, chef de groupe au salon Comparaisons, Hervé Loilier est officier des Palmes académiques et chevalier des Arts et Lettres.

## Expositions
Hervé Loilier a exposé dans de nombreuses galeries (voir les liens externes, ci-après) et dans plusieurs pays (Allemagne, Corée du Sud, États-Unis, France, Inde, Japon, Mexique, Venezuela) et notamment dans les musées suivants :
- Hans-Thomas Museum de Bernau im Schwarzwald (Allemagne), 1992
- Musée métropolitain des arts de Tokyo (Japon), 1998
- Centre d'art contemporain de Chihuahua (Mexique), 1997
- Musée d'art INBA de Ciudad Juárez (Mexique), 1997
- Musée de Yokohama, Tokyo, Matsumoto, 2007
- Alten Dampfbad, Baden-Baden, Allemagne, 2010
- Jawahar Kala Kendra, Jaïpur, Inde, 2010
- Castel de Montesquiu, Catalogne, 2012
- Saarland Landesvertretung, Berlin, 2013
- Château Landestrost, Neustadt am Rübenberghe, Allemagne, 2013
- Museum Haus Ludwig, Saarlouis, 2014

Expositions personnelles dans des Musées et centres culturels:
- Palais des Arts et des Congrès, Vannes, 1987
- Espace Beaujon, Paris, 1990
- Salle du Couvent, Seillans, 1990
- Centre culturel Jacques Raphaël-Leygues et Théâtre Georges Leygues, Villeneuve-sur-Lot, 1992
- Château de la Forêt, Livry-Gargan, 1994
- Château du Croc, Orléans, 1996
- Centre culturel André Malraux, Le Pecq, 1997
- Médiathèque George Sand, Palaiseau, 1998
- Fondation Avicenne, Paris, 2000
- Chapelle des Jésuites, Chaumont, 2000
- Château de Vixouze, 2002
- Musée du Cloître à Tulle, 2003
- Centre Culturel Jean de Joigny, Joigny, 2004
- Espace culturel Maison du Boulanger, Troyes, 2005
- Musée Utrillo-Valadon, Sannois, 2010
- Château de Val, Cantal, 2011
- Paris1, Panthéon Sorbonne, 2012
- Centre culturel Carré des Coignard, Nogent-sur-Marne, 2013
- Château Vaudois, Roquebrune-sur-Argens, 2014
- Ancienne Congrégation de Saint-Aubin-lès-Elbeuf, 2015
- Festival de musique de Freden, Allemagne, 2014

## Publications
- Hervé Loilier, Art et architecture, École polytechnique, 1984 (ISBN 2-7302-0069-X)Cours donné à l'École polytechnique
- Hervé Loilier, Histoire des arts : de la Renaissance à nos jours, Éditions Ellipses Marketing, 1997, 240 p. (ISBN 978-2-7298-9660-7)Cours donné à l'École polytechnique
- Hervé Loilier, Florence : Voyage dans la Renaissance italienne au XVe siècle, Éditions Ellipses Marketing, 1997 (ISBN 978-2-7298-5610-6)Cours donné à l'École polytechnique
- Hervé Loilier, Histoire de l'art, Éditions Ellipses Marketing, 1998, 424 p. (ISBN 978-2-7298-9545-7)Cours donné à l'École polytechnique
- Hervé Loilier, Rome : Renaissance & baroque, Éditions Ellipses Marketing, 1998 (ISBN 978-2-7298-4740-1)Cours donné à l'École polytechnique
- Hervé Loilier, Histoire de l'Art occidental, Éditions Ellipses Marketing / Éditions de l'École polytechnique, 2003, 480 p. (ISBN 978-2-7298-1583-7 et 978-2-7302-1030-0)Cours donné à l'École polytechnique
- Hervé Loilier, Entre Orient et Occident, Éditions Le Léopard d'or, 2009, 324 p.Monographie consacrée à Hervé Loilier

## Récompenses et distinctions

### Décorations
- Chevalier de l'ordre des Arts et des Lettres[3]